# Cultura material

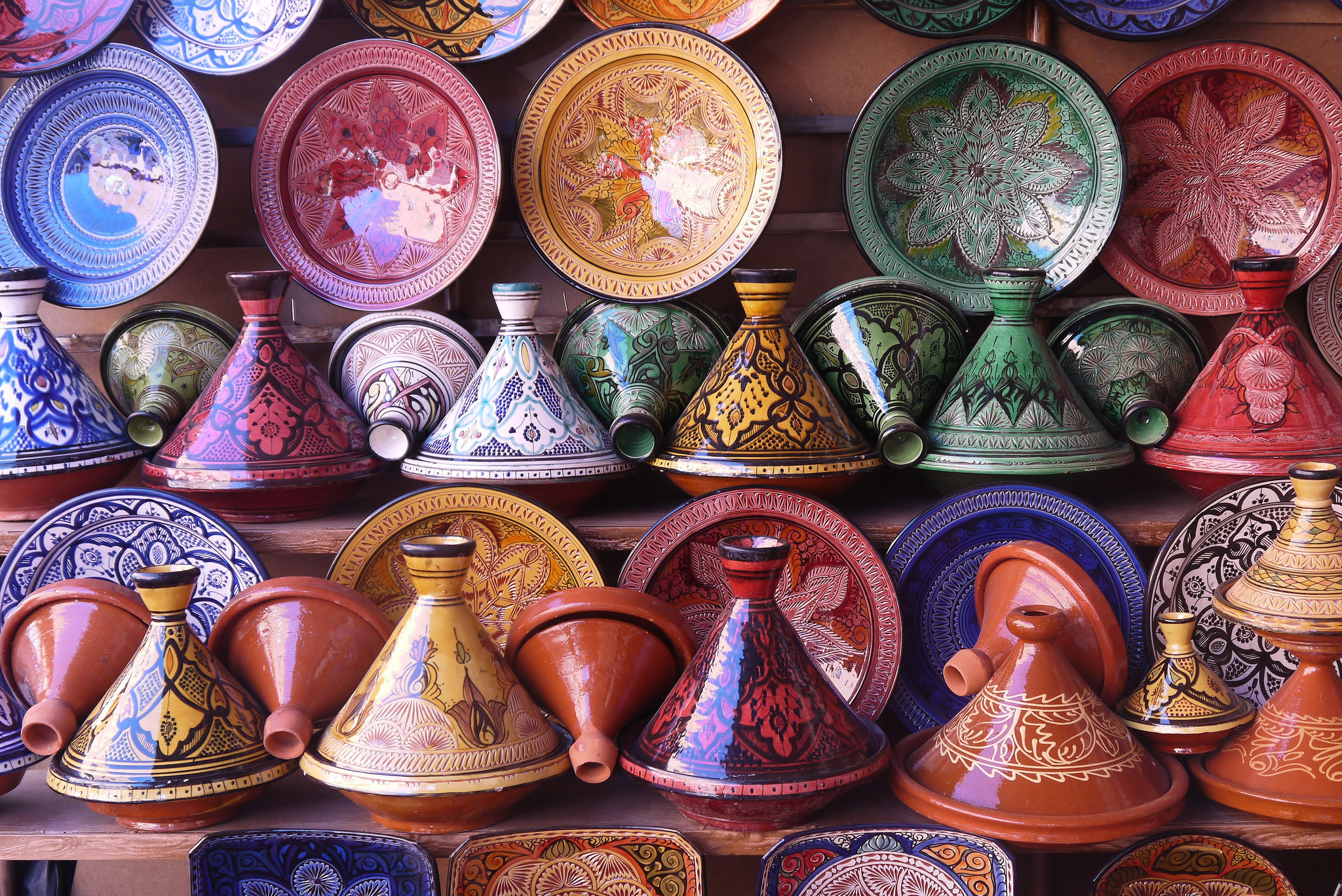
La cerámica es una forma de cultura material fácilmente reconocible, ya que se encuentra comúnmente como artefactos arqueológicos, que representan culturas del pasado.

La cultura material es el aspecto de la realidad social basada en los objetos y la arquitectura que rodean a las personas. Incluye el uso, consumo, creación y comercio de objetos, así como los comportamientos, normas y rituales que los objetos crean o en los que participan. Algunos estudios también incluyen otros fenómenos intangibles que incluyen el sonido, el olfato y los eventos, mientras que algunos incluso consideran el lenguaje y los medios como parte de ellos. El término se utiliza con mayor frecuencia en estudios arqueológicos y antropológicos, para definir material o artefactos tal como se entienden en relación con contextos, comunidades y sistemas de creencias culturales e históricos específicos. La cultura material puede describirse como cualquier objeto que los seres humanos utilicen para sobrevivir, definir las relaciones sociales, representar facetas de la identidad o beneficiar el estado mental, social o económico de las personas. La cultura material contrasta con la cultura simbólica, que incluye símbolos no materiales, creencias y construcciones sociales.
El análisis académico de la cultura material, que puede incluir tanto objetos hechos por humanos como naturales o alterados, se denomina estudios de cultura material. Es un campo y una metodología interdisciplinarios que habla de las relaciones entre las personas y sus cosas: la fabricación, la historia, la conservación y la interpretación de los objetos. Se basa tanto en la teoría como en la práctica de las ciencias sociales y las humanidades, como la historia del arte, la arqueología, la antropología, la historia, la preservación histórica, el folclore, la archivística, la crítica literaria y la museología, entre otros.

## Valor material

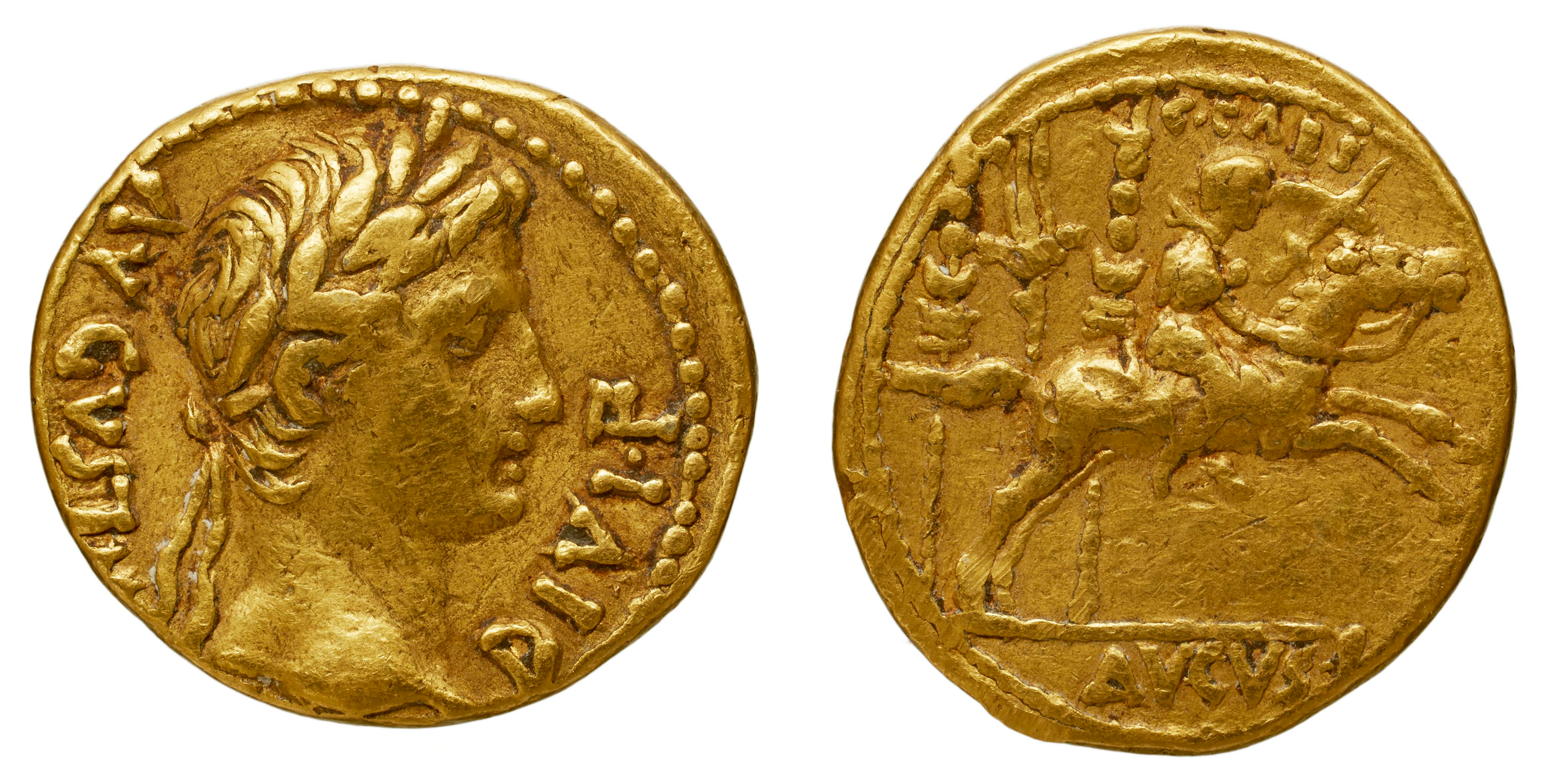
Moneda romana, el áureo.

La investigación en varias áreas analiza las razones para percibir que un objeto tiene significado. Las razones comunes para valorar el material radican en su valor monetario o sentimental.
Una teoría relacionada muy conocida es la teoría del efecto de dotación de Kahneman. Según Kahneman, las personas infunden a los objetos que poseen un valor más alto que si no son dueños del objeto. Se encuentra que el efecto de dotación ocurre tan pronto como se adquiere un artículo y el efecto aumenta con el tiempo.
Otra forma en que el material puede tener significado y valor es mediante la comunicación entre las personas, al igual que otras formas de comunicación como el habla, el tacto y el gesto. Un objeto puede mediar mensajes entre el tiempo o el espacio o ambos entre personas que no están juntas. Una obra de arte, por ejemplo, puede transferir un mensaje del creador al espectador y compartir una imagen, un sentimiento o una experiencia. El material puede contener recuerdos y experiencias mutuas a lo largo del tiempo e influir en pensamientos y sentimientos. Un estudio encontró que las parejas que tienen más artículos adquiridos en conjunto y más artículos favoritos entre ellos tienen relaciones de mayor calidad.
Los investigadores de los campos de la sociología, la psicología y la antropología también han estado fascinados por la entrega de regalos, un fenómeno universal que tiene un significado emocional utilizando la cultura material. Según Schieffelin, "regalar es un vehículo de obligación social y maniobra política". Mauss define el regalo como la creación de un vínculo especial entre el donante y el receptor. Según Mauss, el donante nunca abandona realmente el regalo, sino que se convierte en parte del futuro del receptor al insertar el regalo en su vida. Un regalo lleva en algún momento a otro regalo en respuesta, lo que crea un vínculo recíproco especial entre las personas.

## Historia

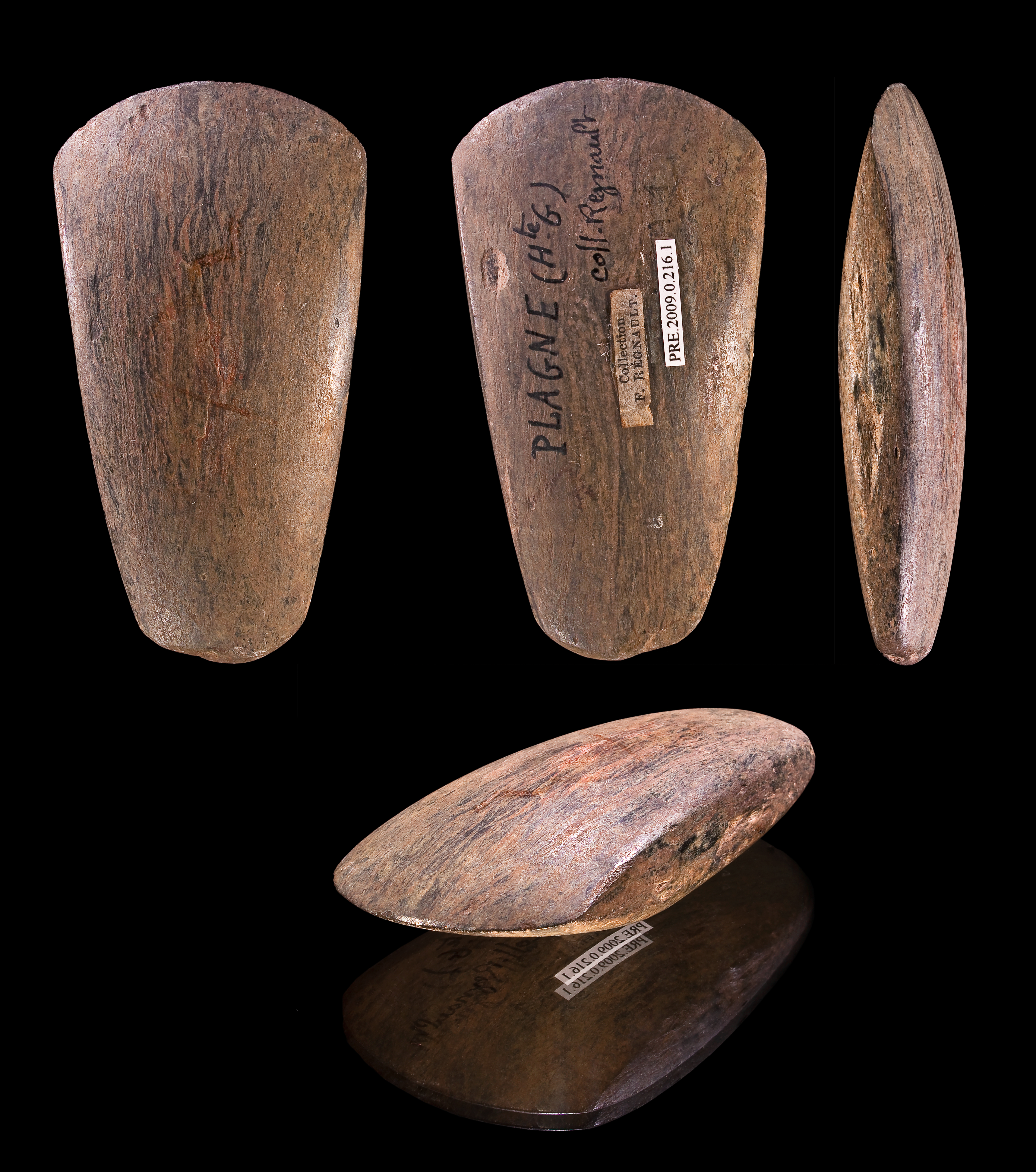
Encontrar herramientas del pasado se considera una forma de descubrir el nivel de desarrollo de una cultura.

Los estudios de la cultura material como campo académico crecieron a lo largo del campo de la antropología y así comenzaron por estudiar la cultura material no occidental. Con demasiada frecuencia, era una forma de poner la cultura material en categorías de tal manera que marginaba y jerarquizaba las culturas de donde provenían. Durante la edad de oro de los museos, las culturas materiales se utilizaron para mostrar la supuesta evolución de la sociedad desde los objetos simples de los no occidentales hasta los objetos avanzados de los europeos. Era una forma de mostrar que los europeos estaban al final de la evolución de la sociedad, y los no occidentales al principio. Finalmente, los estudiosos abandonaron la noción de que la cultura evolucionó a través de ciclos predecibles, y el estudio de la cultura material cambió para tener una visión más objetiva de la cultura material no occidental.
El campo de los estudios de la cultura material como su propia disciplina distintiva se remonta a la década de 1990. El Journal of Material Culture comenzó a publicarse en 1996. Los hábitos de coleccionismo se remontan a cientos de años.

## Arqueología
La arqueología es el estudio de la humanidad a través del análisis inferencial de la cultura material para, en última instancia, obtener una comprensión de la vida cotidiana de las culturas pasadas y la tendencia general de la historia humana. Una cultura arqueológica es un ensamblaje recurrente de los artefactos de un tiempo y lugar específicos, la mayoría de las veces no tiene registro escrito. Estos artefactos físicos se utilizan luego para hacer inferencias sobre los aspectos efímeros de la cultura y la historia.

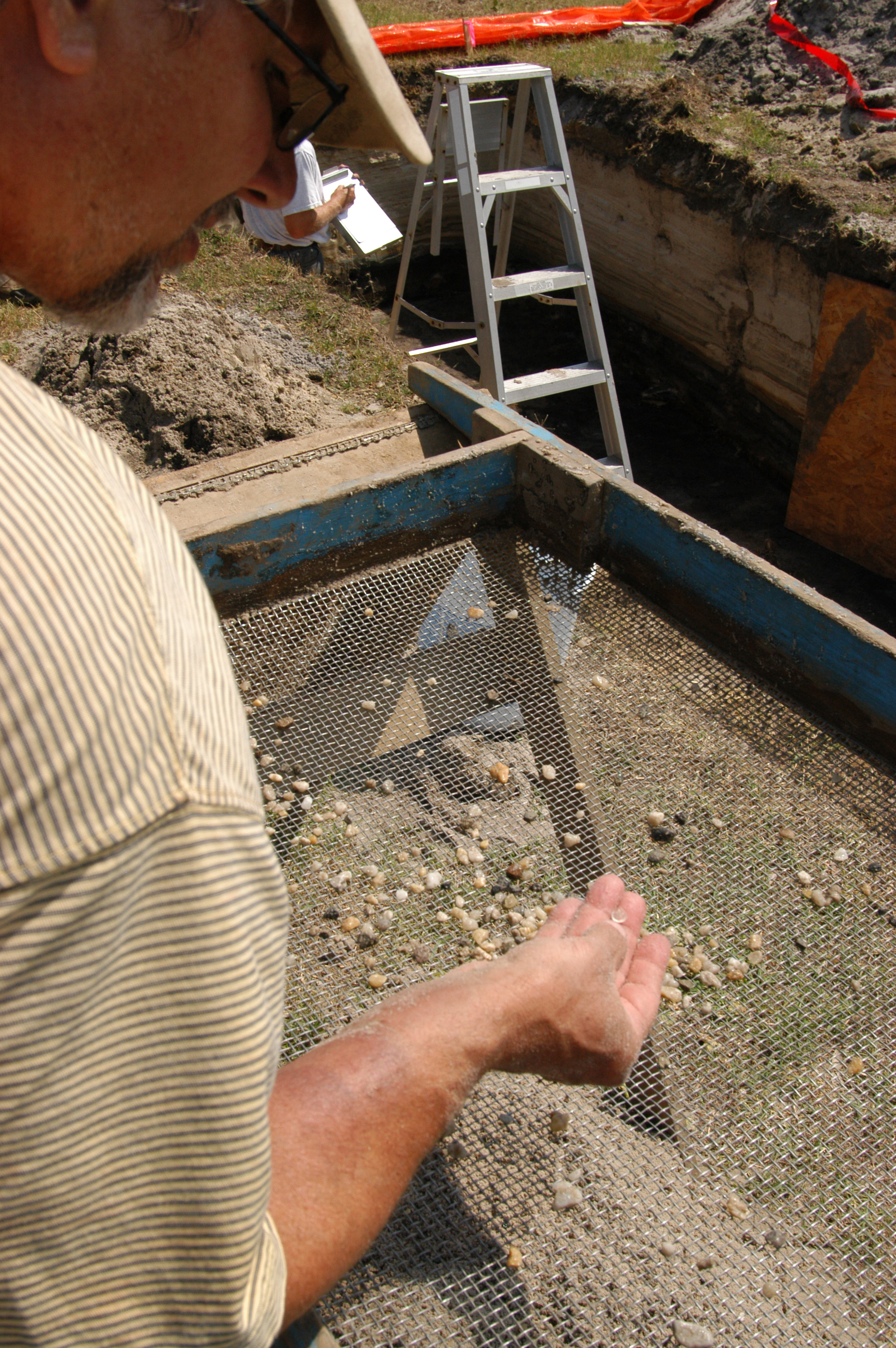
Un arqueólogo busca evidencia de objetos de vidrio entre ruinas

A partir del Renacimiento europeo y la fascinación de la cultura por las antigüedades clásicas, el estudio de los artefactos de culturas perdidas hace mucho tiempo ha producido muchas formas de teoría arqueológica, como la difusión transcultural, la arqueología procesual y la arqueología posprocesual. Además, han surgido subdisciplinas arqueológicas dentro del campo, incluida la arqueología prehistórica, la arqueología clásica, la arqueología histórica, la arqueología cognitiva y la ecología cultural. Recientemente, ha prevalecido una metodología científica y un enfoque para el análisis de la cultura material prehistórica con técnicas de excavación sistemáticas que producen resultados detallados y precisos.

## Antropología
La antropología se define más simplemente como el estudio de los seres humanos a través del tiempo y el espacio. Al estudiar una cultura humana, un antropólogo estudia la cultura material de las personas en cuestión, así como las personas mismas y sus interacciones con otras. Para comprender la cultura en la que se presenta un objeto, un antropólogo observa el objeto en sí, su contexto y la forma en que fue fabricado y utilizado.
El primer antropólogo interesado en estudiar la cultura material fue Lewis Henry Morgan, a mediados del siglo XIX. Es más conocido por su investigación sobre el parentesco y las estructuras sociales, pero también estudió el efecto de la cultura material, específicamente la tecnología, en la evolución de una sociedad. Más tarde, en el siglo XIX, Franz Boas acercó los campos de la antropología y los estudios de la cultura material. Creía que era crucial para un antropólogo analizar no solo las propiedades físicas de la cultura material, sino también sus significados y usos en su contexto indígena para comenzar a comprender una sociedad. Al mismo tiempo, en Francia, Émile Durkheim escribió sobre la importancia de la cultura material para comprender una sociedad. Durkheim vio la cultura material como uno de los hechos sociales que funciona como una fuerza coercitiva para mantener la solidaridad en una sociedad.

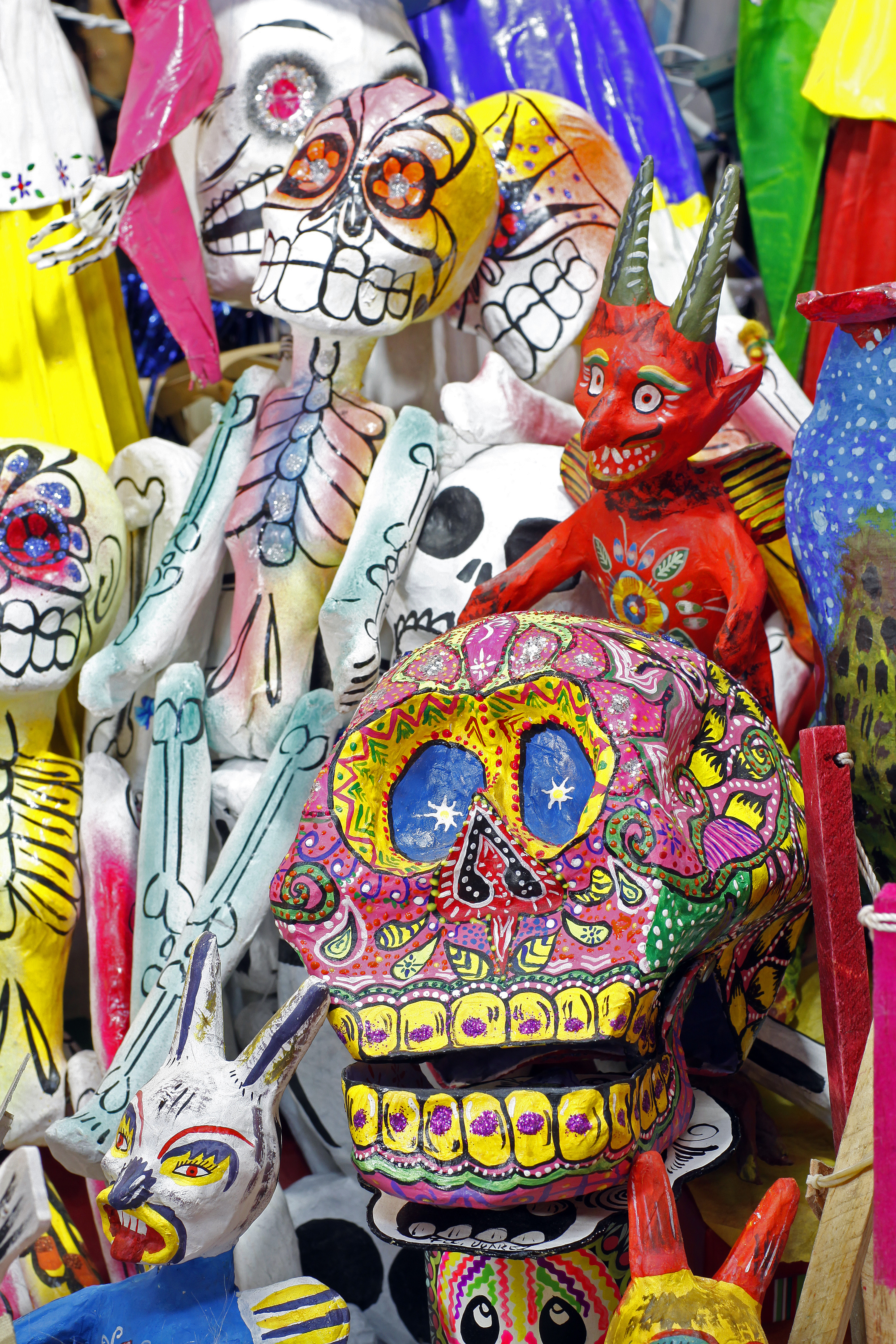
Cualquier objeto creado para adaptarse a los humanos puede representar una forma de cultura material.

Claude Lévi-Strauss, en el siglo XX, incluyó el estudio de la cultura material en su trabajo como antropólogo porque creía que podía revelar un nivel más profundo de estructura y significado inalcanzable por el trabajo de campo típico. Según Lévi-Strauss, la cultura material puede recordar la mentalidad de un pueblo, independientemente del tiempo o el espacio intermedio. También en el siglo XX, Mary Douglas pensó que la antropología se trataba de estudiar el significado de la cultura material para las personas que la experimentan. Marvin Harris, contemporáneo de Douglas, propuso la teoría del materialismo cultural y dijo que todos los aspectos de la sociedad tienen causas materiales.

## Sociología
En arqueología, la idea de que las relaciones sociales están incorporadas en el material es bien conocida y establecida, con una extensa investigación sobre el intercambio, la entrega de regalos y objetos como parte de ceremonias y eventos sociales. Sin embargo, en contradicción con la arqueología, donde los científicos se basan en restos materiales de culturas anteriores, la sociología tiende a pasar por alto la importancia del material para comprender las relaciones y el comportamiento social humano.
Los aspectos sociales en la cultura material incluyen el comportamiento social a su alrededor: la forma en que el material se usa, comparte, habla o crea. Un objeto no puede tener significado en sí mismo y, por lo tanto, cuando uno se centra en los aspectos sociales de la cultura material, es fundamental tener en cuenta que las interpretaciones de los objetos y de las interacciones con ellos son las que evocan importancia y significado.

## Industria patrimonial

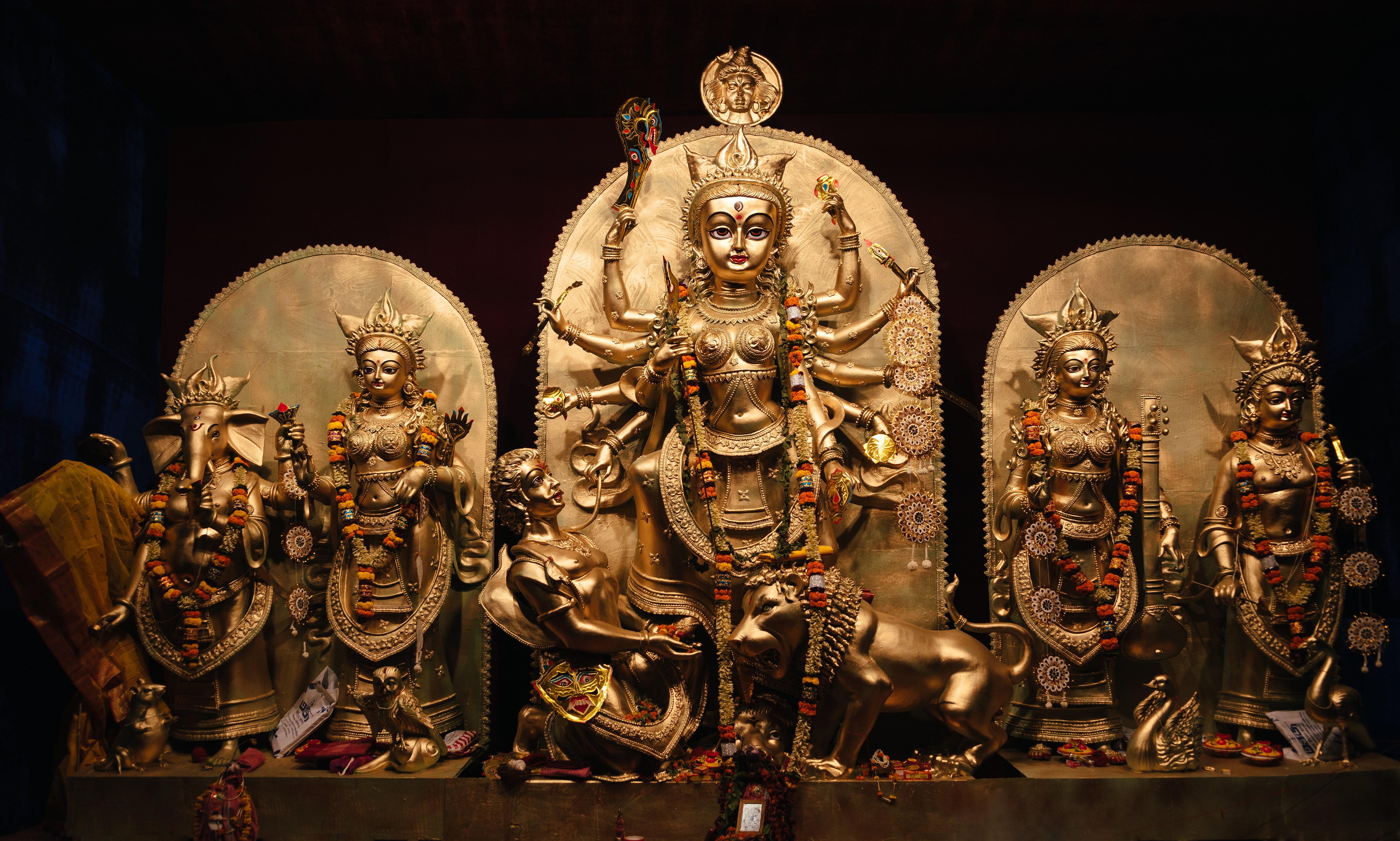
Estas estatuas son una forma de patrimonio cultural en la India.

Los museos y otros repositorios de cultura material, por su propia naturaleza, son a menudo participantes activos en la industria del patrimonio. Definida como "el negocio de administrar lugares que son importantes para la historia de un área y alentar a la gente a visitarlos", la industria del patrimonio depende en gran medida de la cultura material y los objetos para interpretar el patrimonio cultural. La industria está impulsada por un ciclo de personas que visitan museos, sitios históricos y colecciones para interactuar con ideas u objetos físicos del pasado. A su vez, las instituciones se benefician de las donaciones monetarias o las tarifas de admisión, así como de la publicidad que viene con las comunicaciones de boca en boca.
Esa relación es controvertida, ya que muchos creen que la industria del patrimonio corrompe el significado y la importancia de los objetos culturales. A menudo, los estudiosos de las humanidades adoptan una visión crítica de la industria del patrimonio, en particular del turismo patrimonial, creyendo que es una simplificación excesiva vulgar y una corrupción de los hechos e importancia históricos. Otros creen que la relación y la estabilidad financiera que aporta es a menudo el elemento que permite a los curadores, investigadores y directores conservar el legado de la cultura material.

## Producción actual

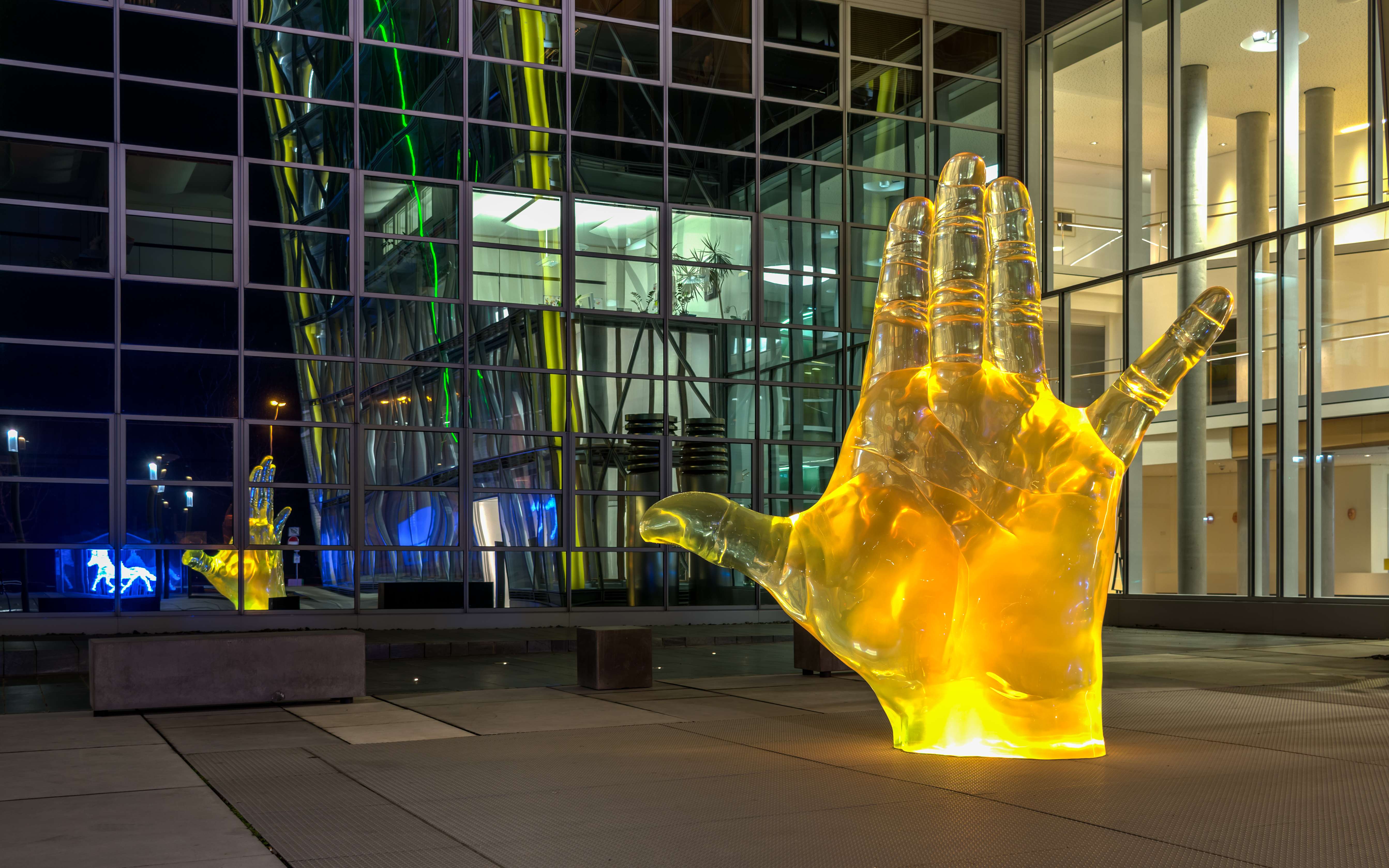
La cultura material de la actualidad puede adoptar muchas formas.

Algunos observadores abogan por alterar intencionalmente las culturas materiales creadas por las civilizaciones actuales. Por ejemplo, los defensores de la reducción de desechos dentro del ambientalismo abogan por enseñar enfoques de diseño, como el diseño de la cuna a la cuna y la tecnología adecuada. Los defensores del anticonsumismo fomentan consumir menos (creando así menos artefactos), participar en más proyectos de bricolaje y autosuficiencia (cambiando la calidad de los artefactos producidos), y el localismo impacta la distribución geográfica y la uniformidad de los artefactos.